# Arctoa
Arctoa, rod pravih mahovina koji pripada porodici Rhabdoweisiaceae, dio reda Dicranales. Rijedak sjeverni alpski rod, javlja na stijenama ili tlu. Pripada mu sedam vrsta.

## Vrste
1. Arctoa anderssonii Wich.
2. Arctoa fulvella (Dicks.) Bruch & Schimp.
3. Arctoa glacialis (Berggr.) Fedosov, Jan Kučera & M. Stech
4. Arctoa hyperborea (Gunnerus ex Dicks.) Bruch & Schimp.
5. Arctoa pumila (Mitt.) Fedosov, Jan Kučera & M. Stech
6. Arctoa schistioides (Broth. ex Ihsiba) Ihsiba
7. Arctoa spenceri (Dixon & Sainsbury) Fedosov, Brinda & M. Stech